# Atébas
Cet article possède un paronyme, voir Atebas.

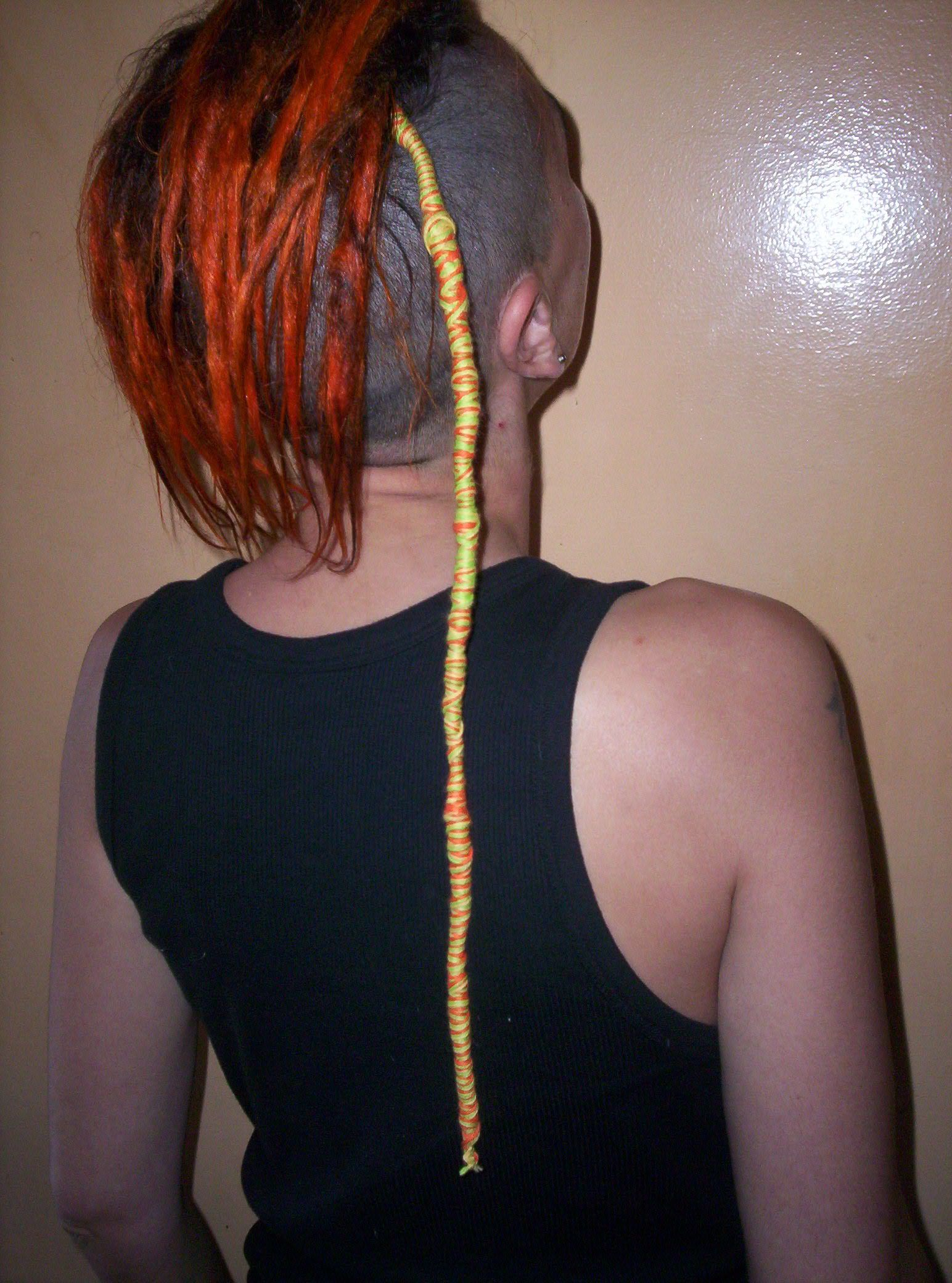
Atébas terminée.

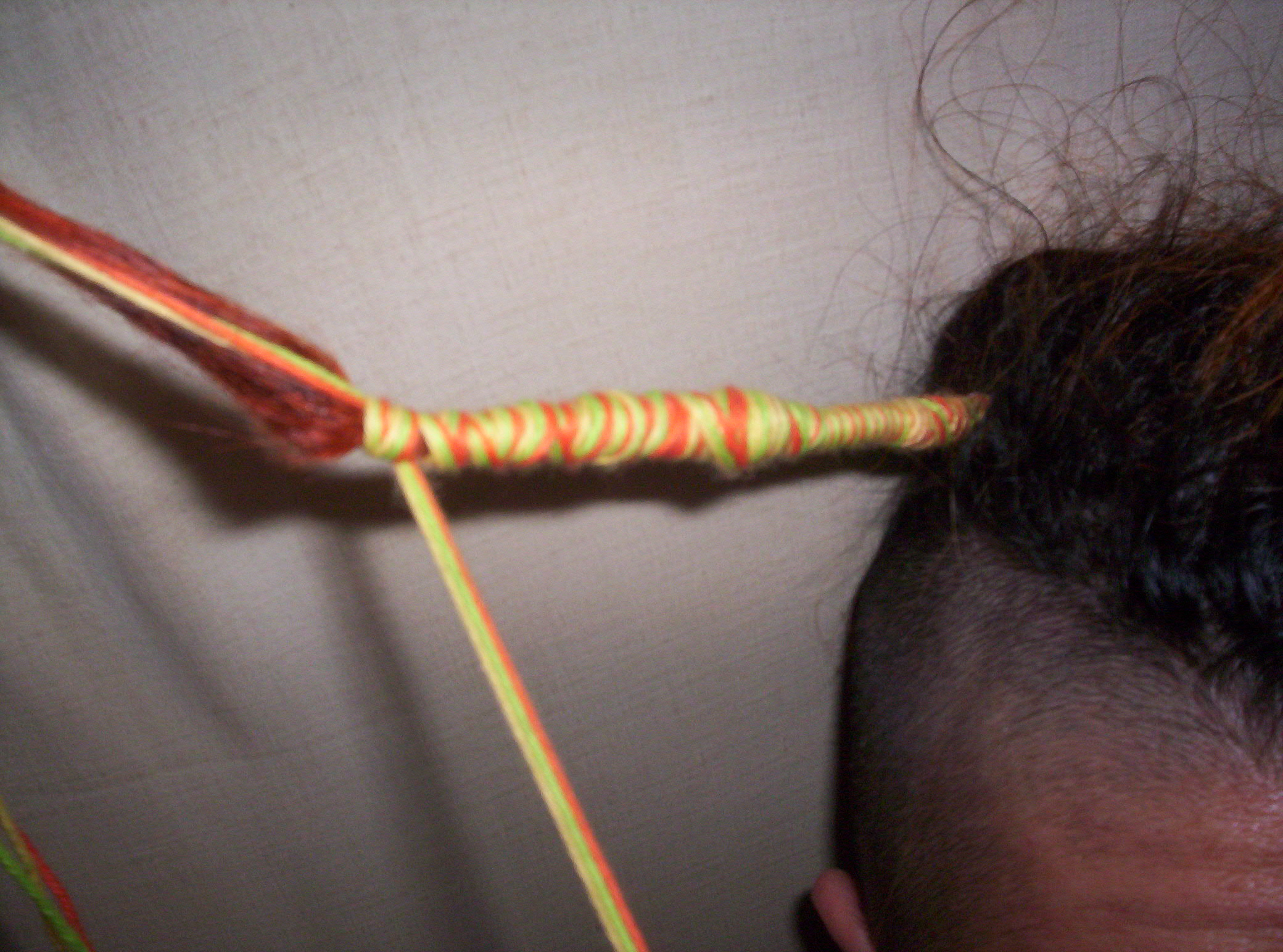
Atébas en cours de réalisation.

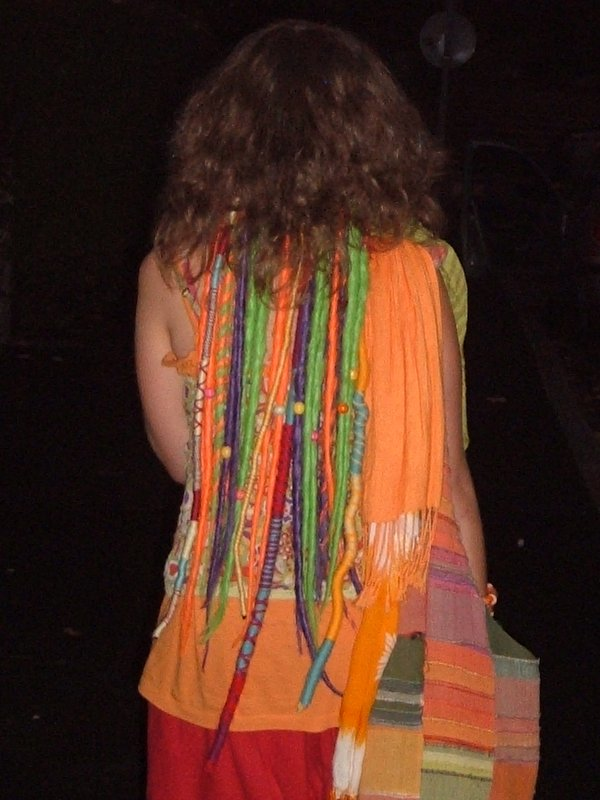
Personne avec atébas.

Une atébas ou athéba (atéba) est une mèche de cheveux enroulée de fils de laine. Il existe plusieurs types d'atébas, elles peuvent être plus longues que les cheveux ou de la même taille, les couleurs peuvent changer ainsi que leur nombre.
Généralement, la mèche de cheveux est tressée ou mise sous forme de dreadlock, avant d'être entourée de fils de laine. On peut aussi glisser dans les atébas des perles ou des grelots. Si la taille de l'atébas excède celle des cheveux, le poil est remplacé par de la laine ou du coton. Pour les cheveux courts, il suffit de faire un nœud au niveau des racines avec de la laine ou du coton, si les cheveux sont lisses il faut juste les crêper, le nœud en question sert à faire une "rallonge", puis il faut l'entourer du "fil" choisi.
Les atébas sont aussi utilisées pour serrer les dreadlocks quand les nœuds sont irréguliers à certains endroits. Elles peuvent aussi engendrer des dreadlocks à long terme.